# あやかし恋絵巻
『あやかし恋絵巻』（あやかしこいえまき）は、新條まゆによる日本の漫画作品。『マーガレット』（集英社）にて読み切りを経た後、2009年にシリーズ連載を開始。2013年『マーガレット』16号で連載終了。単行本は同社のマーガレットコミックスより6巻まで刊行された。

## あらすじ
椿美依子の家は、何百年も続く神社を守ってきた家系。次期宮司である美依子だが、まったく霊感がない。ある日、偶然唱えた呪文で最強妖魔で淫魔の神楽を封じてしまう。そのせいで妖魔に狙われる美依子だが、神楽が愛情と引き換えに守ると言ってきて……。

## 登場人物
声の項はVOMIC版のもの。
椿 美依子（つばき みいこ）
声 - 早見沙織
本作の主人公。大椿神社の次期宮司であるが、霊感がなく見えないし、感じることもできない。ある日、親友の彼氏（神楽）を祓ったことにより、体を妖力ごと小さくして封じてしまう。最強の妖魔を封じた事により、妖魔に狙われるようになる。
神楽に触れることでどんな妖怪も見る事が出来る。初めは神楽のエッチな言動や行為を拒んでいたが、次第に惹かれていく。
神楽との同棲などを経て、最終話では神楽との間に神威（かむい）という息子がうまれる。
神楽（かぐら）
声 - 中井和哉 / 宮田幸季（チビ神楽）
淫魔。最強の妖魔と言われている。女に触れられたり（例：頭をなでる）ぬくもり（例：キス）をもらわないと力が出ない。美依子に封じられているため、普段は小さな姿をしている（チビ神楽）。彼女の父親に小さく封じられることもある。美依子と同棲した際にはエッチが出来ないようにされたこともある。美依子の事が好き。
彼の兄弟と父親ともにかなりの美形。
最終話で美依子と結ばれ、彼女との間に息子が生まれた。

## ヴォイスコミック
集英社のヴォイスコミック「VOMIC」として、2009年5月14日からVOMIC公式サイトで配信された。
キャスト
主要担当声優は上述。ここではそれ以外のキャストについて記す。
- 紫乃 - 井口裕香

## 書籍情報

### 単行本
- 新條まゆ 『あやかし恋絵巻』 集英社〈マーガレットコミックス〉、既刊3巻（2010年7月現在））[1]
  1. 2009年5月25日発売、ISBN 978-4-08-846403-9
  2. 2009年11月25日発売、ISBN 978-4-08-846465-7
  3. 2010年7月23日発売、ISBN 978-4-08-846546-3

### アンソロジー
- 東日本大震災チャリティー漫画本 PARTY! HANA[注 1][2]（2011年8月5日発売[3]、メディアパル、ISBN 978-4-89610-201-7）
  - あやかし恋絵巻 神楽と美依子[4]